# Cruxicheiros
Cruxicheiros (лат.) — род тероподных динозавров из группы тетанур, живших в юрском периоде (около 167,7—164,7 миллионов лет назад) на территории Европы. Окаменелости теропода были найдены в Англии. Впервые описан палеонтологами Роджером Бенсоном и Джонатаном Рэдли в 2010 году. Представлен одним видом — Cruxicheiros newmanorum.